# Kabupaten de Mempawah
Pour les articles homonymes, voir Pontianak et Sultanat de Pontianak.
Le kabupaten de Mempawah (anciennement kabupaten de Pontianak), en indonésien Kabupaten Mempawah, est un kabupaten d'Indonésie situé dans la province du Kalimantan occidental. Son chef-lieu est Mempawah.
La principauté de Mempawah était vassale du sultanat de Pontianak. Le prince actuel s'est porté en 2003 candidat à la fonction de préfet mais s'est ensuite retiré par manque de soutien.